# Batterie di Plan Puitz
Le batterie di Plan Puitz, note anche come fortezza di Plan Puitz, sono delle postazioni e gallerie poste a 2090 m s.l.m., sopra al villaggio di Eternon, al limite tra i comuni valdostani di Saint-Rhémy-en-Bosses e di Saint-Oyen. Queste strutture facevano parte della linea Cadorna e risalgono agli anni 1916-1917, all'epoca in cui si temeva un'eventuale invasione austroungarica dell'Italia attraverso la Svizzera.
Le batterie di Plan Puitz sono del tipo di fortificazione in grotta o batteria in caverna. Quasi terminate in pochi mesi, esse non vennero mai completate perché non più ritenute strategiche. Esse sono raggiungibili prendendo l'antica strada militare in parte segnalata come alta via n. 1. L'accesso è libero ma un pannello informativo avvisa del pericolo di crolli.

## Storia

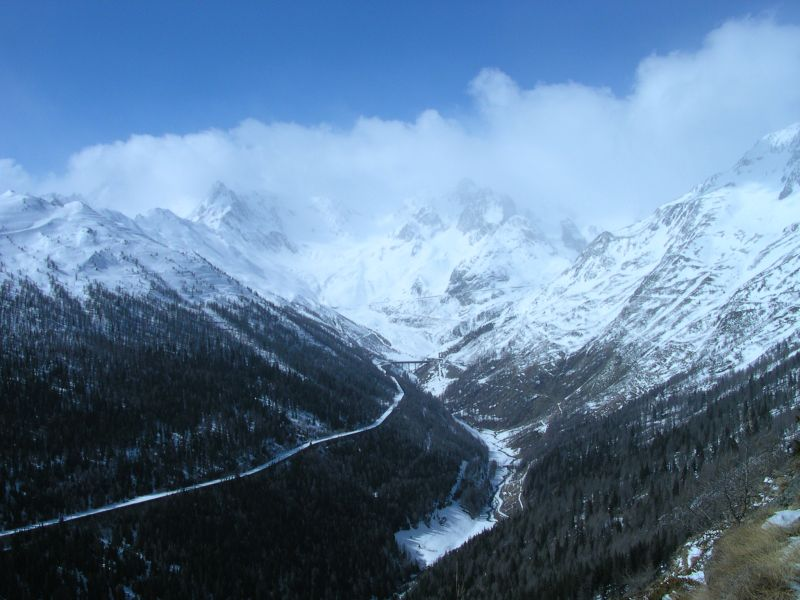
Vista strategica dalle batterie verso il Gran San Bernardo.

Allo scoppio della prima guerra mondiale lo Stato maggiore dell'Esercito italiano temette la violazione della neutralità svizzera da parte delle truppe austriache e l'invasione della Pianura padana attraverso i valichi alpini. Di conseguenza venne in tutta fretta approntata quella che oggi chiamiamo la Linea Cadorna, una linea fortificata lunga circa 200 chilometri, costruita in un paio d'anni, che copriva il confine svizzero dalla Lombardia alla Valle d'Aosta.
All'estremità occidentale iniziarono i lavori per le batterie in caverna di Plan Puitz che avrebbero dovuto impedire all'esercito austroungarico la discesa lungo la corrozzabile costruita nel 1905 tra Colle del Gran San Bernardo e il fondovalle.
A causa dell'andamento della guerra i lavori non vennero mai terminati e i cannoni 149A destinati a questa fortificazione vennero inviati al fronte austriaco. Marco Boglione nel libro dedicato a Le strade dei cannoni segnala che la strada militare da Saint-Rhémy-en-Bosses a Plan Puitz venne costruita in soli quattro mesi.

## Descrizione
Dall'entrata delle batterie si domina tutta la vallata che sale al Gran San Bernardo.
Le postazioni d'artiglieria sono debolmente illuminate dalla luce che entra dalle feritoie, tuttavia sono state recentemente messe in sicurezza e dotate di illuminazione elettrica.
All'ingresso principale, largo circa 3 metri e rivestito in calcestruzzo, si affianca quello pedonale, largo circa 1 metro e venti e ancora al grezzo, dove la roccia nuda in inverno è decorata da stalattiti e stalagmiti di ghiaccio. Le due entrate si congiungono nel corridoio principale, che subito dopo si biforca ad “Y”.
Sulla sinistra dopo un corridoio lungo una quindicina di metri si apre la prima sala sotterranea a forma di imbuto e larga una decina di metri. Come tutte le altre è illuminata da una feritoia larga circa 60 cm dalla quale sporgeva la canna del cannone.
Ad una trentina di passi lungo il corridoio principale si apre una sala gemella, rivestita come la prima in calcestruzzo. Nella terza sala i lavori non sono stati terminati, si vede il grande arco in cemento armato che sorregge il soffitto ma manca del tutto il rivestimento superiore delle pareti. La sua forma è asimmetrica: il corridoio si inserisce su di un lato della mezzaluna irregolare tracciata sotto la feritoia.
La quarta sala ha ancora le pareti scavate nella viva roccia, solo il pavimento e il corridoio d'accesso sono stati rivestiti con il cemento armato.
Proseguendo verso l'interno della fortificazione il corridoio si restringe e prende a salire, ai lati si incontrano due piccoli vani ancora al grezzo di circa 5 e 10 metri quadri.
Dopo una cinquantina di metri, quando il corridoio s'è fatto così stretto da consentire il passaggio di un solo uomo alla volta, si comincia a vedere la luce che entra nel pozzo di vedetta, si svolta sulla sinistra e uscendo dal pozzo ci si trova in mezzo ad un prato, sopra la vallata che sale al Gran San Bernardo.

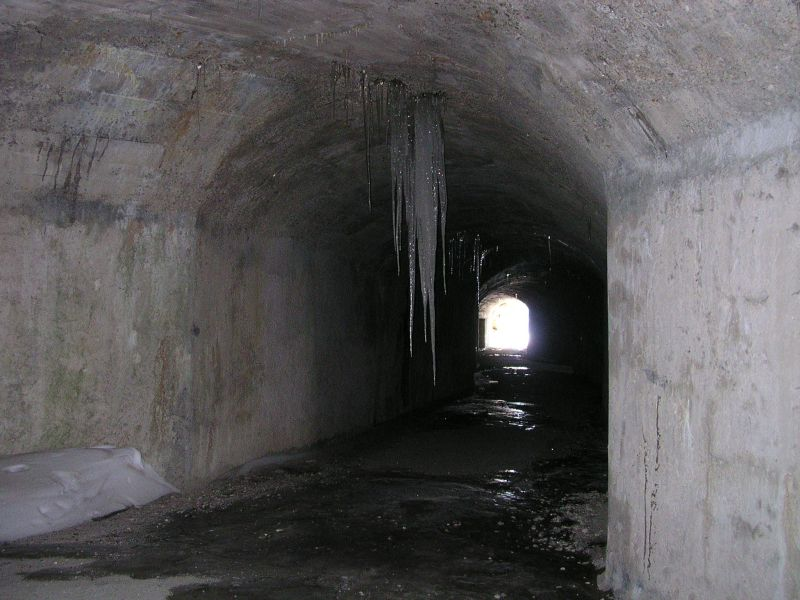
Entrata pedonale
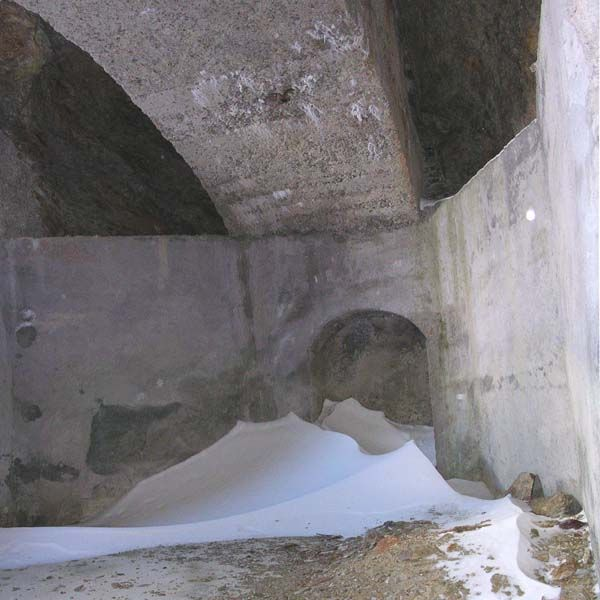
Camera n. 3
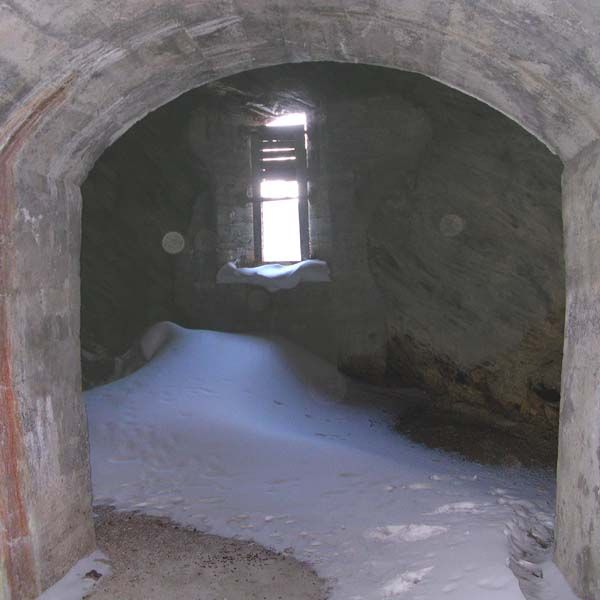
Camera n. 4
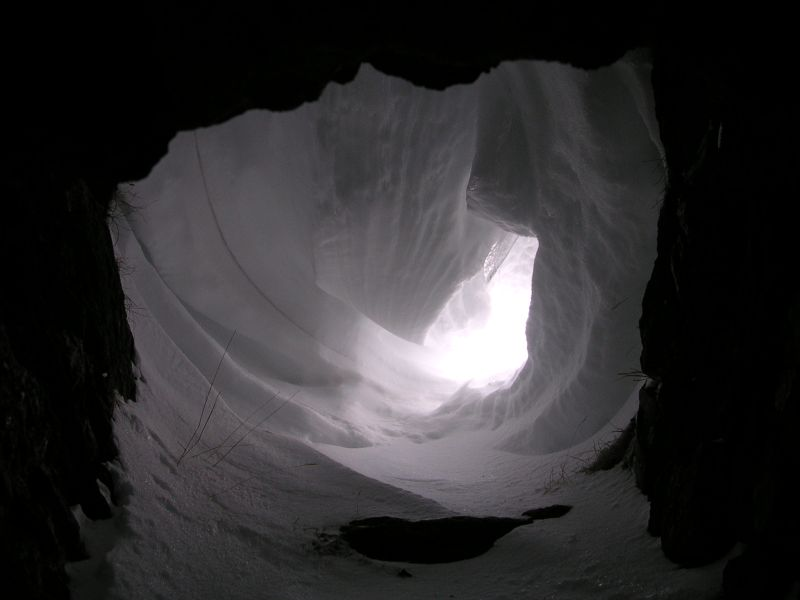
Pozzo di vedetta